# 大公报报社重庆旧址
大公報報社重庆旧址位於重慶市渝中區李子壩正街102號，文物遺址年代為民國，2009年12月15日列為第二批重慶市文物保護單位。